# Sigrid Partikel
Sigrid Partikel (geboren 1964) ist eine deutsche Juristin und Richterin.

## Beruflicher Werdegang
Ab Dezember 1994 war Sigrid Partikel Richterin in Berlin, ab Mai 1998 Zivilrichterin am Amtsgericht Charlottenburg. Im Oktober 2008 wechselte sie nach ihrer Erprobung am Kammergericht an das Landgericht Berlin und wurde dort später Vorsitzende Richterin einer Kammer für Handelssachen.
Im Januar 2009 wurde die Juristin auf Vorschlag der Fraktion Die Linke vom Landtag Brandenburgs zum Mitglied des Verfassungsgerichts Brandenburgs gewählt. Ihre Amtszeit endete am 30. Juni 2019.
Ihre Kollegin Kerstin Nitsche wurde zur Vizepräsidentin des Verfassungsgerichts gewählt und war 2016 als Nachfolgerin des wegen einer Dienstwagenaffäre zurückgetretenen Justizministers Helmuth Markov im Gespräch.